# Башков Євген Олександрович
Башков Євген Олександрович (народився 23 травня 1945 року, місто Луганськ, УРСР) — фахівець у галузі математичного програмування, вчений та педагог.

## Коротка біографія
Народився 23 травня 1945 року в місті Луганську. Після закінчення 1963 року середньої школи № 17 в м. Донецьку вступив і в 1969 році з відзнакою закінчив електротехнічний факультет Донецького політехнічного інституту за спеціальністю «Автоматика і телемеханіка». Вся трудова діяльність пов'язана з Донецьким національним технічним університетом.

## Професійна діяльність
- 1969—1972 — асистент кафедри електронних обчислювальних машин Донецького політехнічного інституту[1].
- 1972—1974 — аспірант кафедри електронних обчислювальних машин Донецького політехнічного інституту.[2]
- 1975—1976 — асистент кафедри електронних обчислювальних машин Донецького політехнічного інституту.
- 1976—1995 — доцент кафедри електронних обчислювальних машин Донецького політехнічного інституту.
- 1995—1999 — завідувач кафедри прикладної математики та інформатики Донецького державного технічного університету.
- 1999—2019 — проректор з наукової роботи Донецького національного технічного університету[3].
- 2019-… — професор кафедри прикладної математики та інформатики ДонНТУ.

## Наукові інтереси
Комп'ютерна техніка, дослідження методів, алгоритмів та обчислювальних засобів синтезу та обробки зображень. Розробка та впровадження спеціалізованих комп'ютерних систем різноманітного призначення.

## Наукові ступені та вчені звання
1975 — захистив дисертацію на здобуття наукового ступеня кандидата технічних наук за темою «Розробка та дослідження гібридних моделей задач оптимальної швидкодії».
1978 — отримав вчене звання доцента по кафедрі електронних обчислювальних машин.
1995 — захистив дисертацію на здобуття наукового ступеня доктора технічних наук за темою «Методи та засоби побудови обчислювальних систем синтезу зображень імітаторів візуальної обстановки».
1996 — отримав вчене звання професора по кафедрі прикладної математики та інформатики.

## Почесні звання та державні нагороди
2002 — Відмінник освіти України.
2004 — Лауреат Державної премії України у галузі науки та техніки за роботу "Розробка і впровадження в серійне виробництво нового покоління комплексу дальньої радіотехнічної розвідки стратегічного призначення «Кольчуга».
2007 — Подяка Кабінету міністрів України.
2011 — Почесна грамота Кабінету міністрів України.
2013 — Заслужений діяч науки та техніки України.
2021 — Нагрудний знак МОН України «За наукові та освітні досягнення»

## Підвищення кваліфікації
Липень 2019. Introduction to Cumputer Science and Programming Using Python.
Листопад 2017 — Січень 2018. Публічна комунікація і ділова мова в публічному управлінні. Сертифікат
Грудень 2012. Foundation pf Computer Gtaphics (The University of California, Berkeley, edX)
Червень 2020. Blended learning approach training (Vitas Magnus University, Kaunas, Lithuania)
Серпень 2021. Академічна доброчесність: он-лайн курс для викладачів (Prometeus)

## Основні публікації
1974 — Башков Е. А., Гиндес В. Б., Веклич В. Н. Поиск оптимального управления и построение самооптимизирующейся системы линейного быстродействия средствами аналоговой вычислительной техники // Кибернетика, № 1.
1984 — Башков Е. А. Генераторы изображения для авиатренажеров // Башков Е. А., Казак А. В. — Зарубежная радиоэлектроника, № 8.
1990 — Башков Е. А. Аппаратное и программное обеспечение зарубежных микроЭВМ: Учебное пособие // Киев, Вища школа.
2012 — Башков Е. А. Современные коммуникационные технологии в модульных многопроцессорных системах. Монография // В. П. Иващенко, Е. А. Башков, Г. Г. Швачичь, М. А. Ткач. — Днепропетровск, IMA-пресс.
2014 — Башков Е. А. Поиск изображений по содержимому в графических базах данных: Монография // Е. А. Башков, О. Л. Вовк, Н. С. Костюкова. — Донецк, ГВУЗ «ДонНТУ».
2014 — Башков Е. А. Реалистичная пространственная визуализация с использованием технологий объемного отображения: Монография // Е. А. Башков, С. А. Зори. — Донецк, ГВУЗ «ДонНТУ».
2018 — Bashkov E. Spatial Visualisation via Real Time 3D Volumetric Display // Anas Al-Oraiqat, Evgeniy Bashkov, Sergii Zory // LAP Lambert Academic Publishing.
2018 — Bashkov, E., Zori, S., Al-Oraiqat, A.M., Tleshova, A., Kisala P. Realistic stereo visualization system architecture using ray tracing // Proceedings Volume 10808, Photonics Applications in Astronomy, Communications, Industry, and High-Energy Physics Experiments 2018; 108080X (2018) https://doi.org/10.1117/12.2501601 Event: Photonics Applications in Astronomy, Communications, Industry, and High-Energy Physics Experiments 2018, 2018, Wilga, Poland
2021 — Aleksandrov, O., Bashkov, Y. Face recognition systems based on Neural Compute Stick 2, CPU, GPU comparison // Proceedings: 2020 2nd IEEE International Conference on Advanced Trends in Information Theory, статья № 9349313, pp. 104—107.
2022 — Aleksandrov, M., Bashkov, Y. Method Using Partial Data to Confirm Completion of the Tree Parity Machines Synchronization. IEEE 4th International Conference on Advanced Trends in Information Theory, ATIT 2022 — Proceedings, pp. 177—180.
2023 — Башков Є., Курінний М. Таблично-алгоритмічний метод для антиаліайзингу зображення відрізків прямих. // Оптико-електроннi iнформацiйно-енергетичнi технологiї. № 45, 1 (Вер 2023), pp. 10–16.
Понад 140 наукових праць, 40 авторських свідоцтв.

## Дисципліни
Сучасні методи обробки природної мови (магістр).
Сучасні методи обробки візуальної інформації (магістр).
Методи та системи штучного інтелекту (бакалавр).
Нейронні мережі та комп'ютерна графіка (аспірант).
Метаевристичні методи та глибоке навчання (аспірант).
Сучасне наукове дослідження: організація, виконання, результат.